# Fernando Maia Junior
Fernando Jorge Pedrosa Maia Junior (ur. 24 marca 1983) – brazylijski esperantysta i geolog, esperantysta roku 2020.

## Życiorys
Jako geolog od 2007 r. działa w Petrobras. Jest absolwentem Uniwersytetu Brazylijskiego (2005), specjalistą analizy basenów Universidade Federal do Rio de Janeiro (2007) i petrofizyki Petrobras University (2009) oraz Uniwersytetu Teksańskiego w Austin (2010). Zawodowo dąży do rozwoju w przemyśle lub w innych dziedzinach, zawodach i działaniach, które przyczyniają się do rozwoju społeczeństwa w wymiarze lokalnym i globalnym oraz do stałego rozwoju człowieka, kierującego się etyką i szacunkiem dla środowiska, opartym na tolerancji do różnorodności myśli, świadomości wagi wiedzy zdobytej przez poprzednie pokolenia, ale doceniającego poszukiwanie nowych granic tego, w nauce i kulturze.

## Esperanto
Fernando Maia Junior został esperantystą w 2006 r. Jako działacz społeczny zajmuje się głównie esperanto, młodzieżą, edukacją, kulturą i integracją społeczną. Jest obecnie dyrektorem finansowym Brazylijskiego Związku Esperanto i doradcą różnych międzynarodowych i lokalnych organizacji, takich jak Tutmonda Esperantista Junulara Organizo i Afrika Centro por Monda Civitaneco. Wcześniej był prezesem (2014–2016) i skarbnikiem (2009–2014) Brazila Esperantista Junulara Organizo oraz członkiem grupy zadaniowej Międzynarodowego Spotkania Koordynacyjnego Organizacji Młodzieżowych we współpracy z ONZ i UNESCO.
Fernando Maia Junior od sierpnia 2018 roku jest członkiem zarządu Światowego Związku Esperantystów (UEA), zaś od 104 Światowego Kongresu w Lahti w 2019 r. wiceprezesem UEA na kadencję 2019–2022. W zarządzie UEA odpowiada m.in. za Biuro Centralne (urzędników), Reformę Statutową, Stosunki Zewnętrzne (poza UNESCO), Amerykę, Relacje z TEJO oraz Relacje z Organizacjami Członkowskimi.
W 2020 r. został wybrany Esperantystą Roku. W roku pandemii Covid-19 zorganizował internetowe obchody Światowego Kongresu Esperanto pod nazwą „Wirtualny Kongres Esperanto” (“Virtuala Kongreso de Esperanto”).